# Cerradomys
Cerradomys (Weksler, Percequillo & Voss, 2006) è un genere di roditori della famiglia dei Cricetidi.

## Descrizione

### Dimensioni
Al genere Cerradomys appartengono roditori di piccole e medie dimensioni, con lunghezza della testa e del corpo tra 116 e 185 mm, la lunghezza della coda tra 130 e 215 mm e un peso fino a 150 g.

### Caratteristiche craniche e dentarie
Il cranio presenta un rostro lungo ed affusolato, la regione inter-orbitale converge anteriormente, le creste sopra-orbitali sono ben sviluppate. La scatola cranica è allungata ed è provvista di una cresta sagittale ben sviluppata. I fori palatali sono lunghi.
Sono caratterizzati dalla seguente formula dentaria:

### Aspetto
Le parti dorsali variano dal bruno-giallastro al bruno-rossastro, mentre le parti ventrali sono biancastre o giallastre con la base dei peli grigia. Le vibrisse sono corte. Le orecchie sono relativamente corte. Le zampe posteriori sono lunghe e sottili ed hanno dei ciuffi ben sviluppati alla base degli artigli. La coda è più lunga della testa e del corpo ed è leggermente più chiara nella parte ventrale. Le femmine hanno un paio di mammelle pettorali, uno post-ascellare, uno addominale ed uno inguinale.

## Distribuzione e habitat
Il genere è diffuso nell'America meridionale, dal Brasile all'Argentina settentrionale.

## Tassonomia
Il genere comprende 8 specie:
- Cerradomys akroai
- Cerradomys goytaca
- Cerradomys langguthi
- Cerradomys maracajuensis
- Cerradomys marinhus
- Cerradomys scotti
- Cerradomys subflavus
- Cerradomys vivoi